# Dario Piana (regista britannico)
Dario Piana (Milano, ...) è un fumettista, sceneggiatore e regista italiano naturalizzato britannico.

## Biografia
Ha esordito come fumettista nel 1972, dopo aver studiato all'Accademia di Brera. Collabora come tastierista nel primo album di Eugenio Finardi, Non gettate alcun oggetto dai finestrini. Con la band di Rock Progressivo Le Mani registra l'album eponimo, edito solo nel 2006 da una casa discografica giapponese. Dal 1978 si dedica soprattutto alla regia di spot pubblicitari: lavora da indipendente, dopo alcuni anni di collaborazione per l'agenzia JWT e per la casa di produzione Film Master.
Nel 1978 ha diretto Sotto il vestito niente II.
Nel 2006 ha diretto il film Le morti di Ian Stone e nel 2009 il terzo titolo della saga The Lost Boys, Lost Boys: The Thirst. Al suo attivo ha anche sceneggiature per il grande schermo e la TV.

## Filmografia
- Sotto il vestito niente II (1988)
- Le morti di Ian Stone (2006)
- Lost Boys: The Thirst (2009)

### Videoclip[1]
- Un'altra te, Eros Ramazzotti (1993)
- All Along the Watchtower, Spin 1ne 2wo (1993)
- La fidanzata, Articolo 31 (1998)
- Bene bene male male, Piero Pelù (2002)
- Raga'n'Roll bueno, Piero Pelù (2003)